# Cem Akkanat
Cem Akkanat (Wilrijk, 26 giugno 1980) è un attore belga.

## Filmografia

### Cinema
- Vermist, regia di Jan Verheyen (2007)
- Los, regia di Jan Verheyen (2008)
- Mixed Kebab, regia di Guy Lee Thys (2012)

### Televisione
- MPU - Missing Persons Unit (Vermist) - serie TV, episodio 1x01 (2008)